# Ikarus IO
Ikarus IO (IO có nghĩa là Izvidjac Obalni, "Trinh sát bờ biển") là một loại tàu bay hai tầng cánh của Nam Tư trong thập niên 1920.

## Quốc gia sử dụng
Kingdom of Yugoslavia
- Hải quân Hoàng gia Nam Tư

## Tính năng kỹ chiến thuật
Đặc điểm tổng quát
- Kíp lái: 3
- Powerplant: 1 × Liberty L-12, 300 kW (400 hp)

Vũ khí trang bị
- 1 súng máy
- 250 kg (550 lb) bom

Danh sách liên quan
- Danh sách máy bay quân sự giữa hai cuộc chiến tranh thế giới
- Danh sách máy bay trong Chiến tranh Thế giới II